# Distretto di Möhringen
Il distretto di Möhringen è un distretto di Stoccarda.